# 阿瓦 (密蘇里州)
阿瓦（英語：Ava）是位於美國密蘇里州道格拉斯縣的城市，是道格拉斯縣的縣治，亦是該縣唯一的建制市鎮。

## 人口
根據2020年美國人口普查的數據，阿瓦的面積為8.62平方千米，當中陸地面積為8.60平方千米，而水域面積為0.01平方千米。當地共有人口2894人，而人口密度為每平方千米336人。